# Esgrima nos Jogos Pan-Americanos de 1963
As competições de esgrima nos Jogos Pan-Americanos de 1963 foram realizadas em São Paulo, Brasil. Esta foi a quarta edição do esporte nos Jogos Pan-Americanos.

## Masculino
| Evento                       | Ouro | Prata                                                                                      | Bronze                                                                                                 |        |        |        |
| Espada                       | Espada | Espada                                                                                     | Espada                                                                                                 | Espada | Espada | Espada |
| ---------------------------- | --- | ------------------------------------------------------------------------------------------ | --- | ------ | ------ | ------ |
| Espada individual detalhes   | Frank Anger (USA) | Sergio Vergara (CHI)                                                                       | Alberto Balestrini (ARG)                                                                               |        |        |        |
| Espada por equipes detalhes  | Estados Unidos · James Margolis · Gilbert Eisner · Lawrence Anastasi · Frank Anger · James Melcher                     | Brasil · Aloysio Borges · José Maria Pereira · Arthur Ribeiro · Carlos Couto               | Argentina · Floro Díaz Armesto · Omar Vergara · Raúl Martínez · Alberto Balestrini · Guillermo Saucedo |        |        |        |
| Florete                      | |                                                                                            | |        |        |        |
| Florete individual detalhes  | Guillermo Saucedo (ARG)                                                                                                | Albert Axelrod (USA)                                                                       | Herbert Cohen (USA)                                                                                    |        |        |        |
| Florete por equipes detalhes | Estados Unidos · Albert Axelrod · Edwin Richards · Herbert Cohen · Martin Davis · Lawrence Anastasi · Anthony Zombolis | Argentina · Juan Carlos Báscolo · Orlando Nannini · Alfredo Hernández · Guillermo Saucedo  | Venezuela · Nelson Nieves · Augusto Gutiérrez · Luis Rigoberto · Jesús Gruber                          |        |        |        |
| Sabre                        | |                                                                                            | |        |        |        |
| Sabre individual detalhes    | Michael D'Asaro (USA)                                                                                                  | Walter Farber (USA)                                                                        | Chaba Pallaghy (USA)                                                                                   |        |        |        |
| Sabre por equipes detalhes   | Estados Unidos · Michael D'Asaro · Walter Farber · Harold Mayer · Alfonso Morales · Chaba Pallaghy · Edwin Richards    | Argentina · Guillermo Saucedo · Juan Carlos Báscolo · Julian Velásquez · Alfredo Hernández | Chile · Roberto Lowy · Héctor Bravo · Sergio Riveros · José Benko                                      |        |        |        |

### Feminino
| Evento                       | Ouro                                                                                            | Prata                                                                                       | Bronze                                                                                          |
| ---------------------------- | ----------------------------------------------------------------------------------------------- | ------------------------------------------------------------------------------------------- | ----------------------------------------------------------------------------------------------- |
| Florete individual detalhes  | Mireya Rodríguez (CUB)                                                                          | Harriet King (USA)                                                                          | Janice Romary (USA)                                                                             |
| Florete por equipes detalhes | Estados Unidos · Vivienne Sokol · Maxine Mitchell · Janice Romary · Anne Drungis · Tommy Angell | Venezuela · Ursula de Gómez · Belkis Leal · Norma Santini · Rosa Navarro · Omaira Rodríguez | Argentina · Elda Casarino · Raquel Arrieta · Irma de Antequeda · Elsa Irigoyen · Esther de Díaz |

## Quadro de medalhas
| Ordem | País               | Medalha de ouro | Medalha de prata | Medalha de bronze |    |
| ----- | ------------------ | --------------- | ---------------- | ----------------- | -- |
| 1     | USA Estados Unidos | 6               | 3                | 3                 | 12 |
| 2     | ARG Argentina      | 1               | 2                | 3                 | 6  |
| 3     | CUB Cuba           | 1               |                  |                   | 1  |
| 4     | CHI Chile          |                 | 1                | 1                 | 2  |
|       | VEN Venezuela      |                 | 1                | 1                 | 2  |
| 6     | BRA Brasil         |                 | 1                |                   | 1  |
| TOTAL | TOTAL              | 8               | 8                | 8                 | 24 |